# Török István (színművész, 1924–1995)
Török István (Gyergyószentmiklós, 1924. január 2. – Szatmárnémeti, 1995. szeptember 15.) színész.

## Élete
Hétgyermekes székely családban született, Török József és Sára Anna gyermekeként. 
Általános iskoláit a gyergyószentmiklósi 2-es számú iskolában járta, majd az 1940-es évek elején Kolozsvárra, Györke József műbútorasztaloshoz került inasként. Szakmáját később önállóan sohasem gyakorolta, de tagja lett a műbútorasztalosok ipartestületének.
1944-ben, alig szerezte meg szakmáját, mint leventét elvitték a magyar hadseregbe. Fogságba esett, ahonnan 1946-ban szabadult. Ekkorra Erdély már ismét román fennhatóság alatt állt. Magyarországról vitték ki a frontra, de Romániába tért haza. A románoknál is teljesítenie kellett a katonai újraképzés kötelezettségeit. A moldovai és havasalföldi egységekhez vitték katonai szolgálatra, ahol I. Mihály román király díszszázadának tagjaként is szolgált. 1947-ben szerelt le. 
Az Erdélyben történt változások és a világháború miatt miatt a magyar színjátszást is nagy emberveszteségek érték. A romániai magyarság fennmaradásának egyetlen lehetősége maradt: kitermelni azt az értelmiségi réteget, amelynek a munkájával életben tarthatók, továbbvihetők, átadhatók hagyományaink, nem utolsósorban továbbvihető az a tudományos és szellemi élet, amely Erdélynek mindig az ereje volt. Az 1949-ben színésztehetségek után kutató csoport is ezt vallotta, amikor Szentimrei Jenővel az élén bejárta Erdély minden jelentősebb települését, hogy meghallgassa a színi pályáról álmodozó fiatalokat.
Az országjáró tehetségkutató csoport mögött a kolozsvári Zenei és Színművészeti Akadémia, a későbbi Szentgyörgyi István álltak. A válogatáson több mint ötvenen tettek sikeres felvételi vizsgát, Török István is ott volt a kiválasztottak között. Élettapasztalatai: inasévek, front, fogság, melyek már mind tarisznyájába gyűltek, amikor felkerült a főiskolára. A frontszolgálat idején bőven volt alkalma megtapasztalni az élet értékét, a gyalupadnál pedig megtanulta, hogyan keresi meg az ember a mindennapi kenyerét. Mindezt tovább gazdagította, hogy már az általános iskolában, majd az asztalosinas-években bekapcsolódott a nagy hagyományokkal rendelkező gyergyószentmiklósi, illetve kolozsvári műkedvelő színjátszásba. Fontos állomás volt a hivatására készülő fiatalember életében.
Tanárai közül mint példaképre emlékezik vissza Senkálszky Endre tanár úrra, de közéjük sorolta Jánosházy Györgyöt is, akinek a keleti színháztörténeti előadásaival nem bírtak betelni a hallgatók, és az előadások befejeztével egy-egy órányi ráadást kértek. Emlékezetesek Szentimrei Jenő, Szabó Lajos színháztörténeti előadásai is, amelyek messze túlnőttek a hivatalos tanterven. Szerencsésnek mondhatta magát évfolyamtársaival együtt, mert volt tanáraik többsége figyelemmel és szeretettel követte a volt tanítványok pályájának, szakmai fejlődésének minden mozzanatát. Ezek közé tartozott a beszédművészeti tanár, Tessitori Nóra is. 
Érettségi és színművészeti oklevéllel a kezében Török István is követte évfolyamtársait Nagybányára, majd Szatmárnémetibe. Alapító tagja volt az 1953-ban Nagybányán indult, majd 1956 őszén Szatmárnémetibe áttelepített állandó színtársulatnak. 
Hű maradt a szatmárnémeti Állami Magyar Színházhoz, az alapítás pillanatától haláláig. Az itt töltött mintegy négy évtized alatt (1953-1992) 124 szerepet játszott el. A gyógyíthatatlan kór 1991-ben ledöntötte lábáról. Életének utolsó színpadi fellépése az 1992. május 31-i kisvárdai fellépés, a „Dupla vagy semmi” volt, ahol a fogadós-szerepét játszotta el. 
1992. október 31-én a „Dupla vagy semmi” előadásának budapesti vendégszereplésén egyre súlyosbodó betegsége miatt már nem tudta vállalni a fellépést.
1995. szeptember 15-én, Szatmárnémetiben 71 évesen érte a halál.

## Munkássága

### Filmszerepei
Tizennégy román és három magyar filmben szerepelt, melyek közül néhány: 
- Ítélet,
- Vlad Ţepes,
- Három nap és három éjszaka,
- A halál végső határa,
- Harmadik nekifutás

### Színpadi szerepei
1953-tól, 1992-ig a mintegy 39 éves pályáján 124 szerepet játszott. 
"Emlékezetes alakításainak a száma szinte egyenlő fellépéseinek számával, művészi ereje, és alapossága a bukás árnyékát is messze űzte" írta róla Soltész József. 